# 福祉はぐくみ企業年金基金
福祉はぐくみ企業年金基金（ふくしはぐくみきぎょうねんきんききん、通称：はぐくみ企業年金）は、2018年に厚生労働大臣の認可を受けて設立された確定給付型の企業年金基金。
株式会社ベター・プレイスが加入事務業務の委託機関として、加入事務業務、導入支援、各種サポートを行っている。

## 概要
高齢期の資産形成のための制度だが、退職時や休職時、育児・介護休業時にも受け取りが可能。加入者は、掛金の元本も保証される。
はぐくみ企業年金は福祉や保育など、社会の発展を支える人たちの福利厚生や資産形成を支援するために設立された。今日では福祉業界以外の法人にも幅広く導入されている。

## 加入資格

### 導入可能な法人又は事業所
- はぐくみ企業年金の導入及び契約の対象は、厚生年金の適用事業所。業界や業種についての制限も原則ないが、下記の導入制限の対象となる場合は導入できない。
- 債務超過である場合
- 公序良俗に反する企業（反社会的勢力である企業）である場合
- 「就業規則」、「給与規程」[注釈 1]、「育児・介護休業規程（2022年4月・10月施行の育児・介護休業法に対応済のもの）」[注釈 2]がない場合
- 個人事業主（法人格のない個人事業所）の場合
- 次のいずれかに該当する法人及び事業所である場合

役員のみの法人／役員が厚生年金に加入しておらず、厚生年金加入対象者が3名未満の法人／設立1年未満の法人／厚生年金適用年月日から1年を経過していない事業所
- 風営法の規制対象である業種の場合（接待を伴う飲食店、パチンコ、ゲームセンターなど）

### 加入対象者
厚生年金被保険者で70歳未満の者（厚生年金保険被保険者であれば、経営者や役員層も加入可）